# Helmut Qualtinger

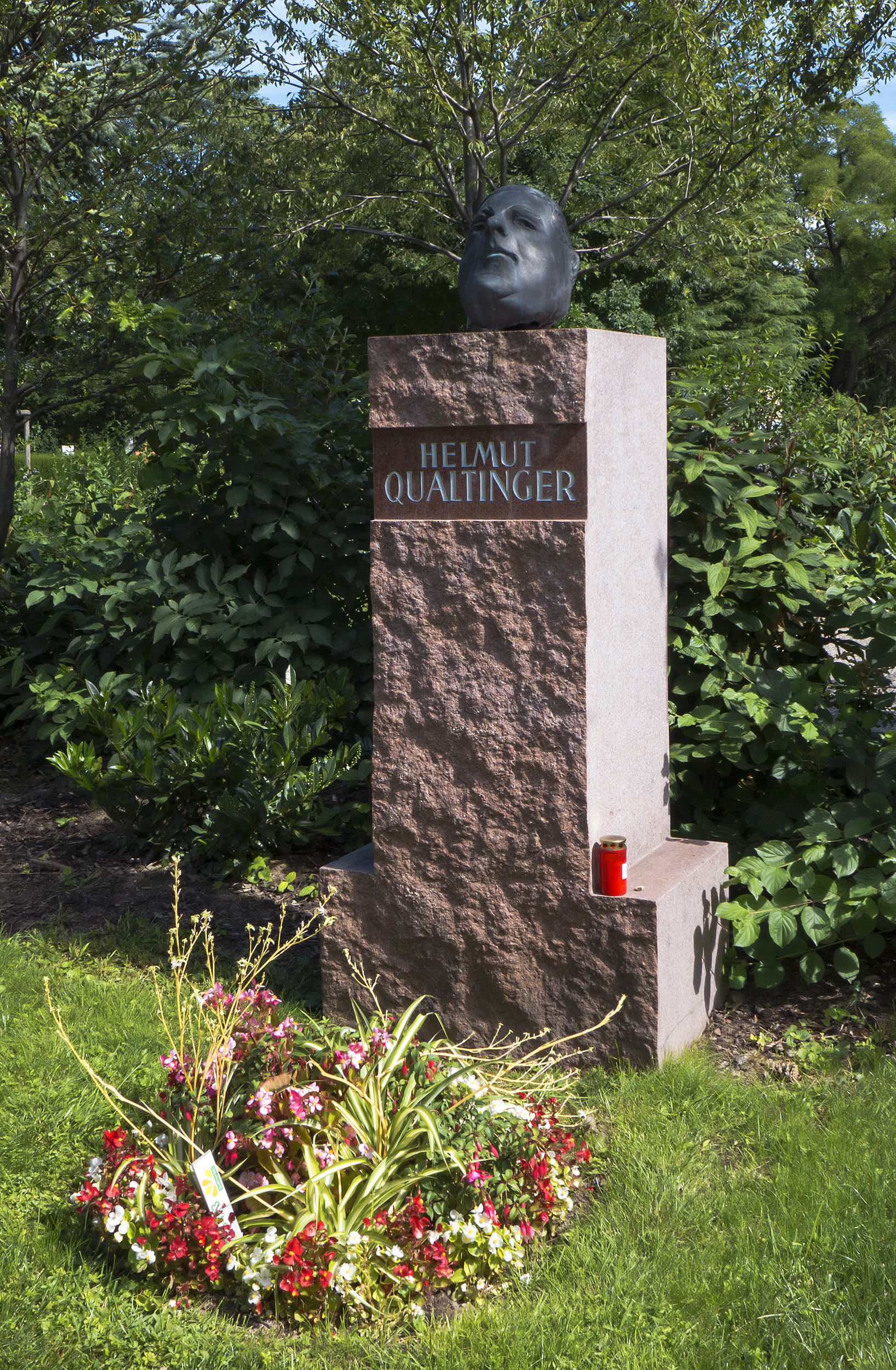
Tomba de Helmut Qualtinger a Viena

Helmut Qualtinger (Viena, 8 d'octubre del 1928 - Viena, 29 de setembre del 1986) fou un actor, recitador, actor de cabaret i escriptor austríac.

## Biografia
Fill de Friedrich Quatlinger, un nazi militant, i d'Ida Ladstätter, durant la dictadura nazi llegia obres prohibides. Sempre va ser molt crític amb els poderosos. Després d'acabar els seus estudis de batxillerat va treballar com a reporter crític cinematogràfic de la ràdio local. La seua primera obra de teatre Jugend vor den Schranken (La joventut davant les barreres) va ésser estrenada a Graz el 1948 i prohibida un any més tard.
Durant els anys cinquanta va col·laborar amb Karl Merz en la realització de programes de cabaret, els quals es van representar primer per tot Viena i, més tard, només en el teatre de la seua propietat. Tots dos van col·laborar també setmanalment al Kurier, un diari de Viena.
Juntament amb Merz, Qualtinger va escriure nombrosos textos breus en els quals va criticar l'actitud de la petita burgesia austríaca. La seua peça d'un sol personatge Der Herr Karl (El senyor Karl, 1961), que fou duta a Broadway el 1963, va provocar fortes reaccions entre el públic austríac, ja que es tracta d'una descripció molt crítica del vienès oportunista, del correcte petitburgès i de tots els seus prejudicis. L'obra que el va fer descobrir entre els lectors dels països de parla alemanya. El fet que el seu únic protagonista simbolitzés el col·laborador nazi austríac típic li va crear molts enemics i rebre amenaces de mort. Tenia un Hassliebe (odi-amor) per a Viena i els Vienencs. Sobretot llur actitud de no voler veure el que passava durant l'anschluss i l'oportunisme sempre el van irritar.
A moltes de les seues obres, Qualtinger va representar ell mateix papers importants com, per exemple, a Die Hinrichtung (L'execució, 1965). Va realitzar recitals de textos seu o de famosos d'autors controvertits com, per exemple, el Mein Kampf (La meua lluita) d'Adolf Hitler durant la dècada del 1970. Va representar també amb gran èxit papers d'obres d'autors tan coneguts com Ödön von Horváth o Heinrich von Kleist. Un dels seus darrers papers al cinema va ésser el de Remigio de Varagine a la versió cinematogràfica de la novel·la d'Umberto Eco El nom de la rosa (1986).
Estava casat amb Vera Borek i Leomare Qualtinger. Es va emmalaltir greument durant el rodatge d'El nom de la rosa i, de fet, va morir 29 de setembre del 1986, cinc dies després de l'estrena. La ciutat de Viena li va atorgar un sepulcre d'honor al Zentralfriedhof (cementiri central).

## Filmografia
- Fräulein Casanova
- 1. April 2000 (1952)
- Einen Jux will er sich machen (1953)
- Einmal keine Sorgen haben (1953)
- Hab ich nur deine Liebe (1953)
- Koenig der Manege
- Hochstaplerin der Liebe (1954)
- Sonnenschein und Wolkenbruch (1955)
- Hanussen (1955)
- Sieben Jahre Pech (1957)
- Das Abgründige in Herrn Gerstenberg (1957)
- Man müßte noch mal zwanzig sein (1958)
- Die schöne Lügnerin (1959)
- Mit Himbeergeist geht alles besser (1960)
- Geschichten aus dem Wiener Wald (1961)
- Die Kurve (1961)
- Der Herr Karl (1961)
- Mann im Schatten (1961)
- Geschichten aus dem Wienerwald (1964)
- Lumpazivagabundus (1965)
- Die Hinrichtung (1966)
- Umsonst (1967)
- Der Paukenspieler (1967)
- Das Schloß (1968)
- Kurzer Prozeß (1969)
- Das weite Land (1970)
- Geschäfte mit Plückhahn (1971)
- Drei Voll-Idioten
- Eiszeit
- Das falsche Gewicht (1973)
- Der Kulterer (1973)
- Krankensaal 6 (1974)
- Der Richter und sein Henker (1975)
- Abelard (1975)
- MitGift (1976)
- Köznapi legenda (1976)
- Grandison (1979)
- Geschichten aus dem Wienerwald (1979)
- Das Diarium des Dr.Döblinger (1985)
- El nom de la rosa (1986)[6]